# 北97線
北97線 平河里－錦和，是位於新北市的一條鄉道，北起新北市中和區平河里，南至新北市中和區錦中里錦和，全長1.877公里。

## 路線說明
新北市
- 中和區：平河（縣道106號岔路）→ 錦和路 → 大同公司（北88線岔路）→ 錦和（北90線岔路）

## 沿革
- 1961年：公佈第一代鄉道編制。[4]昔北97線為木柵－七張間道路。
- 1966年：今日的北97線編入北88-1線（平河村－圓通寺間0.7km），當時北88-1線僅包括今日北97線自北88線岔路以南路段。
- 1968年：因應行政區劃調整，原木柵鄉併入台北市，昔北97線木柵－寶橋間解編。
- 1983年：鄉道重新整編後，原北97線改編為北98線；原北88-1線改編為北97線，起點向北延伸至106線岔路。

## 沿線地標、設施
- 中和工業區
- 錦和高中
- 錦和運動公園